# Юрґен Тіль
Юрґен Тіль (нім. Jürgen Thiel, 27 березня 1937) — німецький ватерполіст.
Учасник Олімпійських Ігор 1964, 1968 років.